# Valle Salimbene
Valle Salimbene là một đô thị ở tỉnh Pavia trong vùng Lombardia của Ý, có cự ly khoảng 35 km về phía nam của Milan và khoảng 7 km về phía đông nam của Pavia. Tại thời điểm ngày 31 tháng 12 năm 2004, đô thị này có dân số 1.368 người và diện tích là 7,1 km².
Valle Salimbene giáp các đô thị sau: Albuzzano, Cura Carpignano, Linarolo, Pavia, Travacò Siccomario.